# Tour de Flandes 2013
El Tour de Flandes 2013 fue la 97.ª edición de esta clásica ciclista belga. Se disputó el domingo 31 de marzo de 2013 entre Brujas y Oudenaarde, con un trazado de 256,2 km. 
La prueba perteneció al circuito UCI WorldTour 2013.
El ganador final fue Fabian Cancellara que se impuso tras atacar en el muro Paterberg dejando atrás a Peter Sagan y Jürgen Roelandts, respectivamente.

## Equipos participantes
Tomaron parte en la carrera 26 equipos: los 19 de categoría UCI ProTeam (al ser obligada su participación); más 7 de categoría Profesional Continental (Topsport Vlaanderen-Baloise, Crelan-Euphony, Accent Jobs-Wanty, Vini Fantini-Selle Italia, Team Europcar, Team NetApp-Endura e IAM Cycling). Formando así un pelotón de 207 ciclistas de 8 corredores cada equipo (excepto el Ag2r La Mondiale que salieron con 7) de los que acabaron 115. Excepcionalmente se sobrepasó el límite de 200 corredores para carreras profesionales debido a la inclusión del Katusha como equipo UCI ProTeam cuando ya estaban las invitaciones adjudicadas. Los equipos participantes fueron:
| Equipo                           | Cód. UCI | Categoría               |
| -------------------------------- | -------- | ----------------------- |
| Team Saxo-Tinkoff                | TST      | UCI ProTeam             |
| BMC Racing Team                  | BMC      | UCI ProTeam             |
| Omega Pharma-Quick Step          | OPQ      | UCI ProTeam             |
| Lotto Belisol                    | LTB      | UCI ProTeam             |
| Sky Procycling                   | SKY      | UCI ProTeam             |
| Ag2r La Mondiale                 | ALM      | UCI ProTeam             |
| Orica-GreenEDGE                  | OGE      | UCI ProTeam             |
| Astana Pro Team                  | AST      | UCI ProTeam             |
| Euskaltel Euskadi                | EUS      | UCI ProTeam             |
| FDJ                              | FDJ      | UCI ProTeam             |
| Katusha Team                     | KAT      | UCI ProTeam             |
| Lampre-Merida                    | LAM      | UCI ProTeam             |
| Cannondale                       | CAN      | UCI ProTeam             |
| Movistar Team                    | MOV      | UCI ProTeam             |
| Blanco Pro Cycling Team          | BLA      | UCI ProTeam             |
| Garmin-Sharp                     | GRS      | UCI ProTeam             |
| RadioShack Leopard               | RLT      | UCI ProTeam             |
| Vacansoleil-DCM Pro Cycling Team | VCD      | UCI ProTeam             |
| Team Argos-Shimano               | ARG      | UCI ProTeam             |
| Topsport Vlaanderen-Baloise      | TSV      | Profesional Continental |
| Crelan-Euphony                   | CRE      | Profesional Continental |
| Accent Jobs-Wanty                | AJW      | Profesional Continental |
| Vini Fantini-Selle Italia        | VIN      | Profesional Continental |
| Team Europcar                    | EUC      | Profesional Continental |
| Team NetApp-Endura               | TNE      | Profesional Continental |
| IAM Cycling                      | IAM      | Profesional Continental |

## Recorrido
El recorrido contó con 17 muros, 11 de ellos con tramos adoquinados (pavé). Aunque nuevamente no se pasó por el Kapelmuur, el encadenado Oude Kwaremont-Paterberg se realizó en tres ocasiones.
| Número | Nombre         | Km    | Tipo    | Longitud (m) | Pendiente media |
| ------ | -------------- | ----- | ------- | ------------ | --------------- |
| 1      | Tiegemberg     | 90,7  | asfalto | 750          | 5,6 %           |
| 2      | Taaienberg     | 112,6 | pavé    | 530          | 6,6 %           |
| 3      | Eikenberg      | 119   | pavé    | 1300         | 6,2 %           |
| 4      | Molenberg      | 134,2 | pavé    | 463          | 7 %             |
| 5      | Rekelberg      | 148,7 | asfalto | 800          | 4 %             |
| 6      | Berendries     | 154,1 | asfalto | 940          | 7 %             |
| 7      | Valkenberg     | 159,5 | asfalto | 540          | 8,1 %           |
| 8      | Oude Kwaremont | 182,2 | pavé    | 2200         | 4 %             |
| 9      | Paterberg      | 185,6 | pavé    | 360          | 12,9 %          |
| 10     | Koppenberg     | 192,2 | pavé    | 600          | 11,6 %          |
| 11     | Steenbeekdries | 197,6 | pavé    | 700          | 5,3 %           |
| 12     | Kruisberg      | 209,4 | asfalto | 2500         | 5 %             |
| 13     | Oude Kwaremont | 219,3 | pavé    | 2200         | 4 %             |
| 14     | Paterberg      | 222,7 | pavé    | 360          | 12,9 %          |
| 15     | Hoogberg       | 229,7 | asfalto | 3000         | 3,5 %           |
| 16     | Oude Kwaremont | 239,5 | pavé    | 2200         | 4 %             |
| 17     | Paterberg      | 242,9 | pavé    | 360          | 12,9 %          |

Además de los 17 muros, el recorrido también contó con 7 tramos de pavés repartidos en 100 km.
| Número | Nombre           | Km    | Longitud (m) |
| ------ | ---------------- | ----- | ------------ |
| 1      | Holleweg         | 120,5 | 1500         |
| 2      | Ruitersstraat    | 122   | 800          |
| 3      | Kerkgate         | 125,3 | 1500         |
| 4      | Jagerij          | 128,5 | 800          |
| 5      | Paddestraat      | 139,1 | 2300         |
| 6      | Mariaborrestraat | 196,2 | 2000         |
| 7      | Donderij         | 199,4 | 800          |

## Clasificación final
| Posición | Ciclista            | Equipo             | Tiempo       |
| -------- | ------------------- | ------------------ | ------------ |
| 1.       | Fabian Cancellara   | RadioShack Leopard | 6h 05' 58"   |
| 2.       | Peter Sagan         | Cannondale         | a 1 min 26 s |
| 3.       | Jürgen Roelandts    | Lotto-Belisol      | a 1 min 28 s |
| 4.       | Alexander Kristoff  | Katusha            | a 1 min 38 s |
| 5.       | Matthieu Ladagnous  | FDJ                | m.t.         |
| 6.       | Heinrich Haussler   | IAM                | a 1 min 40 s |
| 7.       | Greg Van Avermaet   | BMC Racing         | m.t.         |
| 8.       | Sébastien Turgot    | Europcar           | m.t.         |
| 9.       | John Degenkolb      | Argos-Shimano      | m.t.         |
| 10.      | Sebastian Langeveld | Orica-GreenEDGE    | m.t.         |